# 水野久美
水野 久美（、1937年〈昭和12年〉1月1日 - ）は、日本の女優・タレント。本名は五十嵐 麻耶。高瀬プロダクションを経てオフィスPSCに所属。

## 来歴・人物

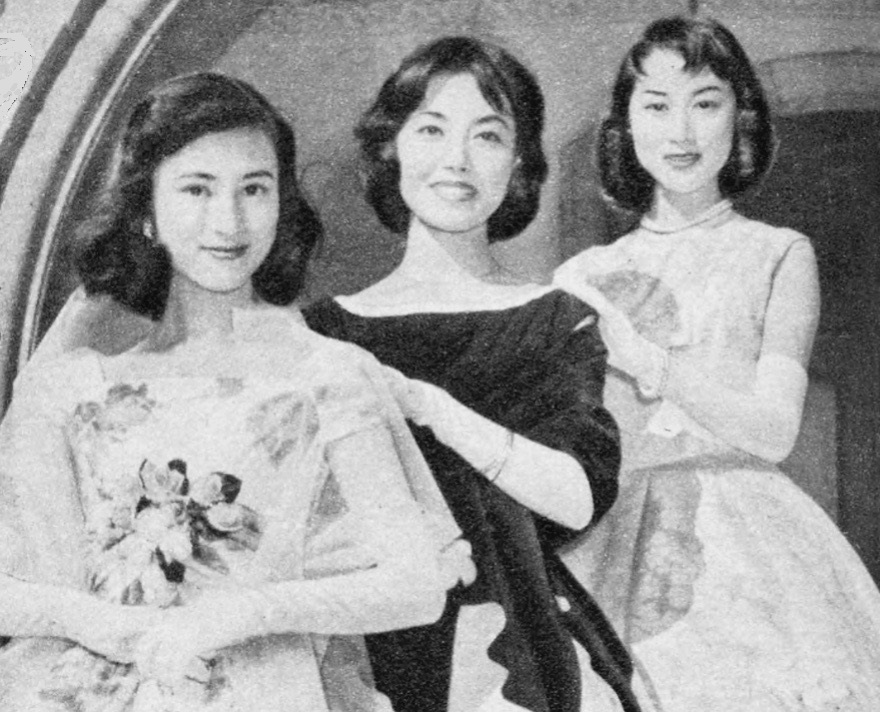
1958年春、東宝は三井美奈、水野久美、上原美佐の3人の新人女優を「スリー・ビューティーズ」として売り出した。左から三井、水野、上原。

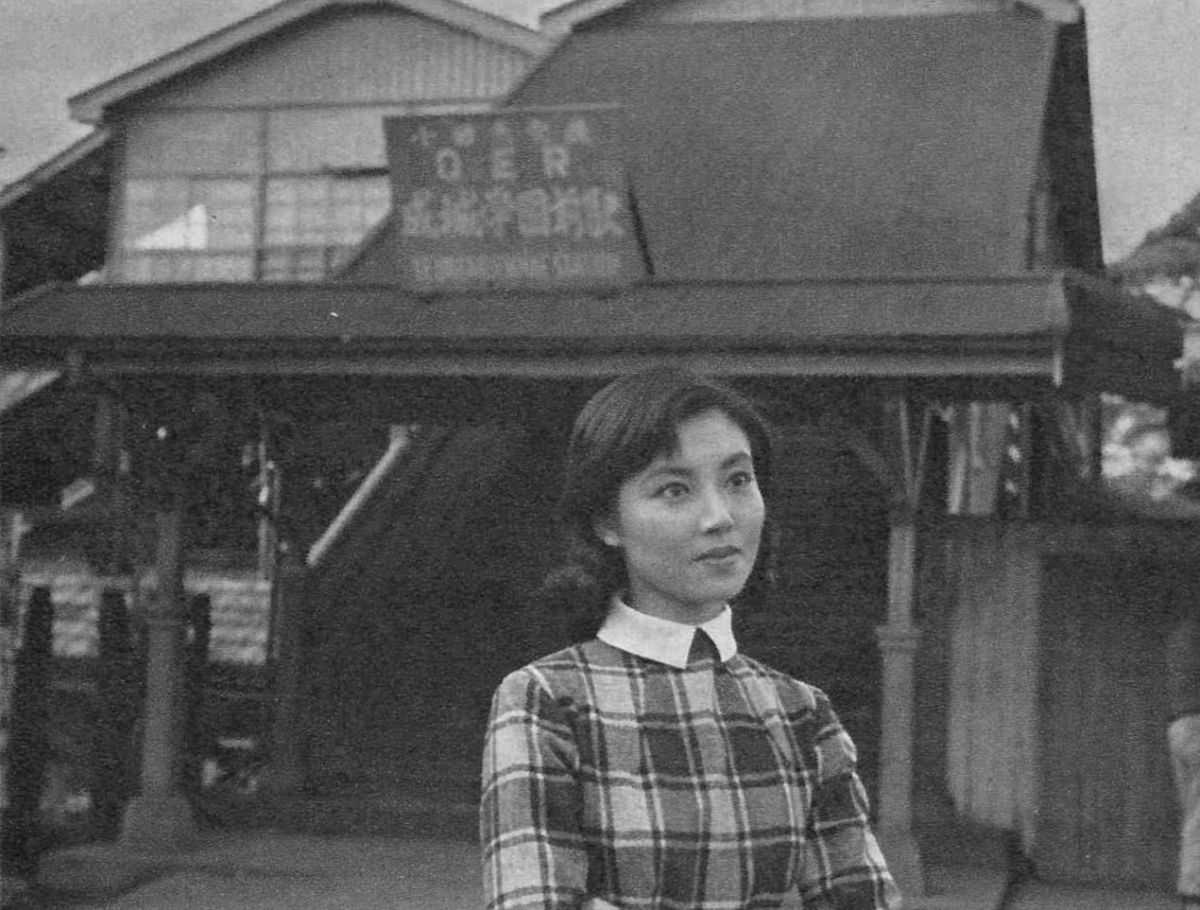
映画世界社『映画ファン』1958年4月号より

新潟県三条市出身。実家は写真館を経営。新潟県立三条東高等学校卒業。
実家の隣が「三条座」という劇場であったことから、江利チエミや美空ひばりのショーや歌舞伎の演目などを観劇しているうちに役者を志すようになった。シェイクスピア悲劇『リア王』のコーディリア姫役を中学で演じ、本物の涙を流す演技をしたことでますます「舞台への思い」が強くなり、高校在学中には演劇部に所属し、『源氏物語』の「末摘花」などの発表会では3年連続でヒロイン役を演じたほか、ティーンエイジャー向け雑誌・ジュニアそれいゆ主催によるミス・ジュニアそれいゆで1位に選出された。
1955年、同郷の先輩で映画監督の家城巳代治の弟子であった「寺田」という人物に相談をしたところ、基礎的な部分をまずは磨かなくてはだめ、というアドバイスを受け、劇団俳優座の養成所を受験し、7期生として所属する。同期には、俳優の田中邦衛や山本學などがいた。
1957年、松竹映画『気違い部落』の村田お光役でデビュー。
1958年、東宝からの出演依頼を受け、専属契約が条件であったため、養成所の卒業公演終了後に移籍して専属契約を結ぶ。同年春、東宝は、水野、上原美佐、三井美奈の3人を、名前に「美」が入るスリー・ビューティーズとして売り出した。1959年、劇団俳優座養成所を第8期生として卒業。
まだ、海外渡航自由化の前だった1960年、同7月27日から8月2日まで開催されたカラカス東宝映画祭のため、南米のベネズエラを訪れている。続いて、アメリカ・ロサンゼルスで同8月5日に開館した東宝ラブレア劇場の開館式にも出席した。
当時の東宝映画では、サラリーマン映画などが主流で、OL役などでの出演が多かったが、水野本人はあまりこのジャンルが好きではなく、風変わりな人物を演じてみたいと思い、「主役ではなく、脇につく準主役を演じてみたい」と広報誌の取材で発言したことで、主役の話が来なくなったという。だが、会社に「癖のある役を演じてみたい」と懇願したことで、1960年の『独立愚連隊西へ』や1963年の『マタンゴ』といったアクションや特撮・怪獣ものへの出演が増えるようになった。
1963年、東宝を退社してフリーとなる。以降、映画だけでなくテレビドラマや舞台など、多数に出演。「フランソワーズ・アルヌールに憧れている」、とある取材で発言したことで、その妖艶な美貌から「和製アルヌール」と呼ばれていた。
1960年代は、特に妖艶なヴァンプ（妖婦）役として東宝特撮映画に多く出演した。それによる熱烈なファンは多く、海外からファンレターが送られてくるという。『怪獣大戦争』で演じた「X星人」は人気となり、1998年にはフィギュアが発売されている。『ゴジラ・エビラ・モスラ 南海の大決闘』の監督を務めた福田純は、水野について普通の女優なら嫌がるようなことも文句を言わずにやってくれたと評している。同作品では、当初ダヨ役に起用されていた高橋紀子がクランクイン直前に急性虫垂炎を患って降板したため、水野が代役を務めた。水野自身は、『マタンゴ』のような特殊な役を好んでいた。『三大怪獣 地球最大の決戦』（1964年）にもサルノ王女役で出演する予定であったが、強度のドーランにより皮膚を痛めてしまい降板している。
2002年の『ゴジラ×メカゴジラ』で36年ぶりにゴジラシリーズへ出演。ゴジラシリーズでは初めて普通の日本人役を演じた。2004年の『ゴジラ FINAL WARS』においては『怪獣大戦争』での役名と同じ波川玲子役で出演した。
2012年、初の自伝『女優 水野久美 怪獣・アクション・メロドラマの妖星』（樋口尚文との共著 / 洋泉社）を刊行、これを記念して銀座シネパトスで「水野久美映画祭」が開催される。
2017年、第72回毎日映画コンクールで田中絹代賞を受賞。

## 人物・エピソード
私生活では、1966年に山本學と結婚するも後に離婚し、1973年にC.A.Lプロデューサーの五十嵐通夫と再婚したが、1999年に死別している。五十嵐との間には一人息子で長男の水野純一をもうけており、『ゴジラ×メカゴジラ』では俳優だった当時の彼と親子で共演している。息子夫婦と同居しており、孫が一人いる。
元プロ野球選手・プロレスラーのジャイアント馬場とは同郷で、中学時代の後輩にあたる。馬場が読売ジャイアンツに入団した際に対談して以来交友があり、水野の引っ越しを手伝ったこともあった。上京後の下積み時代に同じアパートに住んでいたことがある。
『気違い部落』に出演後、卒業公演のため俳優座に戻るが、松竹からは卒業したら契約すると約束されていた。しかし、具体的な話が進まず、そのころに東宝から『二人だけの橋』のオファーがあり、松竹にも相談し了承を得たうえで出演したが、実際には松竹側は激怒していたことを後から知り、人には裏表があることを学んだという。
俳優座時代にはさまざまなアルバイトに挑んでいたことから、女優になってどんな役が来ても理解が早かったという。また金銭的に苦労したことから、金持ちの奥様役を嫌悪している。東宝を退社した理由も、安定を嫌ったためであった。
陸上競技の経験が学生時代にあったことから、スタントマンを必要とする危険な芝居も吹き替えなしで演じたという。
特撮映画に多く出演していたころは、通常の人間ドラマとは違う楽しさがあり、この経験が活きる時が来ると考え、出演依頼には必ず応じていたという。特撮映画へばかり出演することを馬鹿にする声もあったが、21世紀に入り特撮作品が映画として生き残っており、実際に自身の俳優人生にプラスであったといい「当時どんな役でも手を抜かずに一生懸命やってよかった」と語っている。
高所恐怖症のため、海外で行われる『怪獣大戦争』のサイン会やトークショーへの出演依頼を宝田明からされるが、長時間の飛行機移動を苦手としていたことから断っていたという。

## 出演

### 映画
- 気違い部落（1957年、松竹）
- 眠狂四郎無頼控 魔剣地獄（1958年、東宝）
- 若い娘たち（1958年、東宝）
- 風流温泉日記（1958年、宝塚映画）
- 若旦那は三代目（1958年、東宝）
- 二人だけの橋（1958年、東宝）
- 重役の椅子（1958年、東宝）
- 鰯雲（1958年、東宝）
- 密告者は誰か（1958年、東宝）
- 東京の休日（1958年、東宝）
- 続新日本珍道中東日本の巻（1958年、新東宝）
- コタンの口笛（1959年、東宝）
- 私は貝になりたい（1959年、東宝）
- 若旦那大いに頑張る（1959年、東宝）
- 狐と狸（1959年、東宝）
- 社員無頼（東宝）
  - 社員無頼 怒号篇（1959年）
  - 社員無頼 反撃篇（1959年）
- 日本誕生（1959年、東宝） - 薊[25][3]
- 花嫁さんは世界一（1959年、東京映画）
- ある日わたしは（1959年、東宝）
- 上役・下役・ご同役（1959年、東宝）
- 社長太平記（1959年、東宝）
- サラリーマン目白三平 亭主のためいきの巻（1960年、東宝）
- 別離の歌（1960年、東宝）
- 愚連隊シリーズ（東宝）
  - 独立愚連隊西へ（1960年）
  - どぶ鼠作戦（1962年）
  - やま猫作戦（1962年）
- サラリーガール読本 お転婆社員（1960年、東宝）
- サラリーマン御意見帖（東宝）
  - サラリーマン御意見帖 出世無用（1960年）
  - サラリーマン御意見帖 男の一大事（1960年）
- 新三等重役 亭主教育の巻（1960年、東宝）
- 国定忠治（1960年、東宝）
- 銀座退屈娘（1960年、東宝）
- 黒い花びら（1960年、東京映画）
- 現代サラリーマン 恋愛武士道（1960年、東宝）
- 新入社員十番勝負（1961年、東宝）
- 情無用の罠（1961年、東宝）
- 暗黒街の弾痕（1961年、東宝）
- 青い夜霧の挑戦状（1961年、東宝）
- 出世コースに進路を取れ（1961年、東宝）
- B・G物語 二十才の設計（1961年、東宝）
- 妻として女として（1961年、東宝）
- 暗黒街撃滅命令（1961年、東宝）
- 断崖の決闘（1961年、宝塚映画）
- 愛と炎と（1961年、東宝）
- 紅の海（1961年、東宝）
- 顔役暁に死す（1961年、東宝）
- 紅の空（1962年、東宝）
- 吼えろ脱獄囚（1962年、東宝）
- 明日ある限り（1962年、東京映画）
- 忠臣蔵 花の巻・雪の巻（1962年、東宝）
- 女性自身（1962年、東宝）
- 僕たちの失敗（1962年、東宝）
- 暗黒街の牙（1962年、東宝）
- 女難コースを突破せよ（1962年、東宝）
- その場所に女ありて（1962年、東宝）
- 妖星ゴラス（1962年、東宝） - 野村滝子[出典 11]
- 続新入社員十番勝負 サラリーマン一刀流（1962年、東宝）
- 国際秘密警察シリーズ（東宝）
  - 国際秘密警察 指令第8号（1963年）
  - 国際秘密警察 虎の牙（1964年）
  - 国際秘密警察 火薬の樽（1964年） - エージェント6号[26]
  - 国際秘密警察 絶体絶命（1967年）
- われらサラリーマン（1963年、宝塚映画）
- マタンゴ（1963年、東宝） - 関口麻美[1][3]
- 戦国野郎（1963年、東宝）
- 大盗賊（1963年、東宝） - 美輪[3]
- イチかバチか（1963年、東宝）
- 蟻地獄作戦（1964年、宝塚映画）
- 血とダイヤモンド（1964年、宝塚映画）
- 士魂魔道 大龍巻（1964年、宝塚映画）
- フランケンシュタイン対地底怪獣（1965年、東宝） - 戸上季子[1][3]
- 香港の白い薔薇（1965年、東宝＝台湾省電影）
- ゴジラシリーズ（東宝）
  - 怪獣大戦争（1965年） - 波川女史[出典 12][注釈 3]
  - ゴジラ・エビラ・モスラ 南海の大決闘（1966年） - ダヨ[1][10]
  - ゴジラ×メカゴジラ（2002年） - 柘植真智子[28][10]
  - ゴジラ FINAL WARS（2004年） - 波川玲子[29][10]
- フランケンシュタインの怪獣 サンダ対ガイラ（1966年、東宝） - 戸川アケミ[25][3]
- 銭形平次（1967年、東映）
- 渡世人列伝（1969年、東映）
- 鮮血の記録（1970年、日活）
- 女組長（1970年、大映）
- あぶく銭（1970年、大映）
- 女の警察 乱れ蝶（1970年、日活）
- 恋は緑の風の中（1974年、東宝）
- メス（1974年、松竹）
- 英霊たちの応援歌 最後の早慶戦（1979年、東宝）
- きらめきの季節（1980年、共同映画）
- 夜汽車（1987年、東映）
- 快盗ルビイ（1988年、ビクター音楽産業）
- バカヤロー!2 幸せになりたい。 第四話「女だけトシとるなんて」（1989年、光和インターナショナル）
- ゴールドラッシュ（1990年、ワニブックス＝ケイマネジメントオフィス）
- フィレンツェの風に抱かれて（1991年、東映クラシックフィルム）
- 大誘拐 RAINBOW KIDS（1991年、「大誘拐」製作委員会）
- 卒業旅行 ニホンから来ました（1993年、東宝＝バンダイビュジュアル）
- 白鳥麗子でございます!（1995年、東映=フジテレビ）
- ミラーを拭く男（2004年、日本スカイウエイ＝パル企画） - 鴇田ひかり 役
- 日本の青空（2007年、インディーズ）
- ふみ子の海（2007年、インディーズ） - シゲ 役
- 世界のどこにでもある場所（2011年）
- 百年の時計（2012年） - 氏部由紀乃 役
- インターミッション（2013年）
- ケアニン（2017年）
- あまのがわ（2018年） ‐ 上之園菊江 役
- くらやみ祭の小川さん（2019年） - 千代 役

### テレビドラマ
- 東宝現代劇 「今日を限りの」（1959年、KR）
- この情報を買ってくれ（1959年、フジテレビ）
- 雪燃え（1964年、東海テレビ）
- 細雪（1965年、日本テレビ）
- シオノギテレビ劇場 「さぶ」（1966年、フジテレビ）
- 新・新三等重役（1966年、日本テレビ / 東宝 / テアトル・プロダクション）
- 真田幸村（1966年 - 1967年、TBS / ナショナル劇場）
- 近鉄金曜劇場 「海のない町」（1966年、朝日放送）
- おかあさん（2） 第376話「雪のなかに…」（1967年、TBS）
- 素顔の青春（1967年 - 1968年、NHK総合）
- 人生相談ドラマ 「あたたならどうする」（1967年、TBS）
- 東芝日曜劇場 「岬での告白」（1967年、TBS）
- 眠狂四郎 第20話「芙蓉乱れ」（1967年、フジテレビ）
- 日産スター劇場（日本テレビ）
  - 俺は亭主だ!（1967年）
  - 見通し明るいよ（1967年）
  - 行け! 花むこ候補（1968年）
- 剣（日本テレビ / C.A.L）
  - 第26話「白いかまきり」（1967年）
  - 第36話「海鳴り」（1967年）
- 土曜劇場 春一番（1968年、フジテレビ）
- サスペンス劇場 「われら弁護士」（1968年、日本テレビ）
- 流れ雲（1968年 - 1969年、NHK総合）
- 銭形平次（フジテレビ / 東映）
  - 第105話「風車の唄」（1968年） - お時
  - 第376話「命を賭けて」（1973年） - お直
- お庭番 「一か八か」（1968年、日本テレビ / C.A.L）
- NHK劇場 「無花果」（1968年、NHK総合）
- 風来坊（1968 - 1969年、フジテレビ / C.A.L） - お銀
- わが母は聖母なりき（1969年、関西テレビ）
- 結婚戦争ここ一番!（1969年、TBS）
- 鞍馬天狗（1969年、NHK総合） - 暗闇のお兼
- 大河ドラマ（NHK総合）
  - 樅ノ木は残った（1970年） - 伊久
  - 西郷どん（2018年） - 西郷きみ
- 新三匹の侍 第2話「申の刻には獣が死ぬ」（1970年、フジテレビ / 松竹） - おえん
- 旗本退屈男（1970年、フジテレビ / 東宝） - おゆう
- 銀河ドラマ / 八つ墓村（1971年、NHK総合） - 森美也子
- 気になる嫁さん（1971年 - 1972年、日本テレビ / ユニオン映画） - 清水小夜子
- 徳川おんな絵巻 第46話「生きていた霊魂」・第47話「呪われた美女」（1971年、関西テレビ / 東映） - おえん / 霧姫
- 忍法かげろう斬り 第23話「復讐の女豹」（1972年、関西テレビ / 東映） - 槇
- 水戸黄門（TBS / C.A.L）
  - 第3部 第9話「愛のむち -浜松-」（1972年1月24日） - 吉住沙織
  - 第25部 第33話「姑ふたりの嫁いびり -角館-」（1997年8月11日） - 八木原多岐
  - 第26部 第25話「母に背いた娘の涙 -諏訪-」（1998年8月10日） - お篠
  - 第27部 第13話「颯爽! 紫頭巾 -黒石-」（1999年6月14日） - 禅小尼
  - 第33部 第13話「甘ったれ若旦那に喝! -出雲-」（2004年7月12日） - お登世
  - 第38部 第16話「太鼓叩きゃ出るホコリ -諏訪-」（2008年5月5日） - 高岡美津世
- 大いなる旅路（1972年、日本テレビ）
- 岡っ引どぶ（1972年、関西テレビ） - お仙
- 眠狂四郎（1972年 - 1973年、関西テレビ / 東映）
- 新選組 第9話「土方歳三清水坂に斬り込む」（1973年、フジテレビ / 東映） - ふじ
- 旅人異三郎 第25話「渡し舟に恋がめばえた」（1973年、東京12チャンネル / 三船プロ） - お秋
- 非情のライセンス（NET / 東映）
  - 第1シリーズ 第35話「兇悪な密の香り」（1973年） - 岩下圭子
  - 第2シリーズ 第103話「袋小路」（1976年） - 木島景子
- 伝七捕物帳（日本テレビ / ユニオン映画） 
  - 第40話「めんない母子鳥」（1974年） - お梅
  - 第143話「冥土からきた男」（1977年）- お蝶
- 幡随院長兵衛お待ちなせえ（1974年、NET・俳優座映画放送・毎日放送） - お仙
- 右門捕物帖 第6話「裏切り」（1974年、NET / 東映） - おしん
- 子連れ狼 第2部 第20話「乳房あらため」（1974年、日本テレビ / ユニオン映画） - おしん
- 事件狩り 第14話「若者よ、別れの時がきた!」（1974年、TBS / 大映テレビ）
- だいこんの花 第4シリーズ（1974年 - 1975年、NET）
- 鬼平犯科帳 第25話「鯉肝のお里」（1975年、NET / 東宝） - お里　※丹波哲郎版
- 江戸の旋風 第25話「入れ墨の女」（1975年10月2日、フジテレビ / 東宝） - お鈴
- 破れ傘刀舟 悪人狩り 第62話「許されざる愛」（1975年、NET / 三船プロ） - 真崎綾
- ばあちゃんの星（1976年、TBS）
- Gメン'75 第43話「刑法第11条・絞首刑」（1976年、TBS / 東映） - 坂巻トキ
- 人魚亭異聞 無法街の素浪人 第13話「夜霧の片道切符」（1976年、NET / 三船プロ） - ギヤマンのお雪
- 連続テレビ小説（NHK総合）
  - おていちゃん（1978年） - 志津
  - 虹を織る（1980年） - ヒロインのおば
  - ノンちゃんの夢（1988年）
- 同心部屋御用帳 江戸の旋風III 第45話「はぐれ鳥の子守唄」（1978年、フジテレビ / 東宝）
- 新五捕物帳 (1978年、日本テレビ / ユニオン映画)  - お島
  - 第24話 「御赦免船に散った花」
  - 第37話  ｢夢枕恋のあだ花｣
  - 第42話  ｢流刑の女｣
- たとえば、愛（1979年、TBS） - ゆう
- ぬかるみの女（1980年、東海テレビ） - 清美
- 2年B組仙八先生（1981年、TBS）
- 秋なのにバラ色（1981年、毎日放送） - 中里澄子
- メチャン子・ミッキー（1982年、TBS / 東宝）
- 土曜ワイド劇場（テレビ朝日）
  - 天国と地獄の美女 江戸川乱歩の「パノラマ島奇談」（1982年） - 釘谷房枝
  - 女主人殺し（1982年）
  - 冷たい血 -生きている小平次より- 幽霊男と初体験した妻（1982年）
  - 日時計館の美女 江戸川乱歩の「屋根裏の散歩者」（1988年）
  - 新・女弁護士 朝吹里矢子2 ビワの木の復讐!（1995年）
  - 京都の芸者弁護士事件簿1 覗かれた新妻の秘密（1997年）
  - おばはん刑事! 流石姫子6 婚約者連続殺人 （2001年）
  - 京都南署鑑識ファイル4 老舗料亭〜密室連続殺人!!（2009年） - 曽根絹子
  - 西村京太郎トラベルミステリー55 寝台特急カシオペア殺人事件（2010年） - 中谷光世
  - 温泉 (秘) 大作戦10（2011年） - 大川喜和子
  - 逆転報道の女（2012年 - ） - 西野雅子
  - セイアン〜生活安全特捜隊（2014年） - 占部喜代
- Gメン'82 第2話「アイドル歌手トリック殺人」（1982年、TBS / 近藤照男プロ） - 中里治子
- ゴールデンワイド劇場 / 終着駅はまだ遠い 息子と娘、嫁の婿の事情（1982年5月24日、テレビ朝日） - 道枝
- 月曜ワイド劇場（テレビ朝日）
  - 社宅家族（1983年）
  - 女が会社に居すわる時　オフィスラブ76%の生態（1984年）
  - 蒸発妻・別居妻（1984年）
- 大奥 第38話「大奥のメリークリスマス」（1983年、関西テレビ / 東映） - 左近の局
- 妻の定年（1983年、国際放映 / TBS） - 長沢和子
- 時代劇スペシャル / 怪談津の国屋 半七捕物帳（1984年、フジテレビ / 国際放映） - お松
- 月曜ワイド劇場「今、いじめが爆発する!」（1985年、テレビ朝日）
- 嫁姑・陣取り合戦（1985年、東海テレビ） - 春代　※塩沢ときの代役
- 妻たちの課外授業（1985年 - 1986年、日本テレビ） - 須崎夏江
- 大岡越前 （TBS / C.A.L）
  - 第9部 第1話、第2話「天下を狙った魔性の女」（1985年10月28日、11月4日） - 浄蓮院妙真
  - 第14部 第18話「頑固が鉢巻きした男」（1996年10月21日） - おふく
- 長七郎江戸日記 第1シリーズ 第82話「初姿春駒おどり」（1986年、日本テレビ / ユニオン映画） - 藤尾局
- 月曜ドラマランド / 初恋スキャンダル（1986年、フジテレビ）
- 木曜ドラマストリート / 陽のあたる坂道（1986年、フジテレビ）
- 一休さん・喝!（1986年、テレビ東京）
- 京都かるがも病院 第2話「あたし食べたくない」（1986年、テレビ朝日）
- 西田敏行の泣いてたまるか 第11話「犬ちゃん恋におちて」（1987年、TBS / 国際放映、東阪企画）
- 敵同志好き同志（1987年、日本テレビ）
- 風少女（1988年、日本テレビ）
- 火曜ミステリー劇場 / 赤かぶ検事奮戦記II 笑う楊貴妃観音殺人事件（1990年、朝日放送）
- おんなの砦（1991年、東海テレビ）
- 裸の大将 第56話「オホーツクに花が咲いた -北海道編-」（1992年、関西テレビ） - 眞砂江
- 白鳥麗子でございます!（1993年、フジテレビ）
- 愛と疑惑のサスペンス「少女たちの時効」（1994年、関西テレビ）
- とっても母娘（1995年、TBS）
- 幸福の予感（1996年、東海テレビ）
- 月曜ドラマスペシャル / 早乙女千春シリーズ4 伊豆湯けむりツアー殺人事件（1996年、TBS）
- ドラマ新銀河（NHK総合）
  - 初婚・再婚（1997年） - 小笠原哲子 役
- 家政婦は見た! 第9話「新婚夫婦の秘密」（1997年、テレビ朝日） - 山村千恵子
- 心療内科医・涼子（1997年、よみうりテレビ） - 藤川藍子
- 熱中家族（1998年、TBS）
- 愛と感動の実話 さよなら盲導犬ベルナ（1998年、フジテレビ）
- 幸せづくり（1999年、東海テレビ）
- 暴れん坊将軍IX 第11話「しあわせにさせたい! 仕立てられたお世継ぎ」（1999年、テレビ朝日 / 東映） - おくら
- 火曜サスペンス劇場 / 共犯（2002年、日本テレビ）
- 月曜ミステリー劇場（TBS）
  - 自治会長・糸井緋芽子社宅の事件簿3（2003年） - 中尾よね子
  - ムコ入り刑事 高山家・明の事件ファイル（2003年） - 大山志保
- 女と愛とミステリー（テレビ東京・BSジャパン）
  - 小池真理子の「鍵老人」（2001年）
  - 事件記者 浦上伸介3 東北線殺人事件（2004年）
  - 捜査検事 近松茂道4 偽装〜昇仙峡に舞う殺人事件（2004年）
  - 弁護士晴枝 法律の落とし穴（2004年）
- 水曜ミステリー9（テレビ東京・BSジャパン）
  - 松本清張特別企画 「渡された場面」（2005年）
  - 捜査一課・見当たり班 鷹子の眼（2007年）
  - 刑事吉永誠一 涙の事件簿10（2012年） - 山谷貴和子
  - 葬儀屋松子の事件簿4（2014年） - 増崎督子
  - 残り火（2014年10月29日） - 水木信子
  - さすらい署長 風間昭平12（2015年11月11日） - 笹木邦子
- 金曜エンタテイメント / 壁ぎわ税務官（2006年、フジテレビ）
- 月曜ゴールデン（TBS）
  - 女金融道シリーズ3 あなたの借金請け負います! （2006年）
  - 財務捜査官 雨宮瑠璃子5（2009年11月9日）
  - おんな風来マジシャン・マリコの殺人事件簿（2010年2月8日） - 黒田敏子
  - 十津川警部シリーズ47（2012年4月16日） - 今田春美
- 逃亡者 おりん 第14話「弥十郎悲しき再会」（2007年、テレビ東京 / C.A.L） - お梅
- 終戦記念ドラマスペシャル / この世界の片隅に（2011年8月5日、日本テレビ） - 森田イト
- ラッキーセブン 第7話（2012年2月27日、フジテレビ） - 中村トメ
- ハンチョウ〜警視庁安積班〜 第3話（2012年4月23日、TBS） - 生稲幸代
- 京都地検の女 第8シリーズ 第2話（2012年7月26日、テレビ朝日） - 北川サキ子
- 眠れる森の熟女（2012年、NHK総合） - 相沢里子
- そこをなんとか 第2話（2012年10月28日、NHK BSP） - 篠原久子
- 白衣のなみだ 第二部（2013年、東海テレビ） - 富沢佐智
- 大岡越前 第4話（2013年6月1日、NHK BSP） - 滝川
- 特集ドラマ / 生きたい たすけたい（2014年3月11日、NHK総合） - 八木沢てる子
- 破裂 第6回、第7回（2015年11月14日、11月21日、NHK総合） - 沢百合子
- 執事 西園寺の名推理 第6話（2018年5月25日、テレビ東京） ‐ 小寺尚子
- ハゲタカ (2018年のテレビドラマ)（2018年、テレビ朝日） - 松平華
- 記憶捜査〜新宿東署事件ファイル〜 第1話（2019年1月18日、テレビ東京） ‐ 緑川江津子
- 水戸黄門 第2シリーズ 第9話「風雲急を告げる熊本城 -熊本-」（2019年7月28日、BS-TBS） - 早紀
- やすらぎの刻〜道（2019 ‐ 2020年） ‐ 岸井さとみ
- 赤い刻印〜ショカツ刑事・羽角啓子（2020年3月23日、TBS） - 秦野チサ
- 24 JAPAN（2020年、テレビ朝日） - 磯村滋子[30]
- にじいろカルテ（2021年） - 桃井佐和子 役
- 白暮のクロニクル（2024年放送予定、WOWOW） - 謎の老女 役[31]

### 舞台
- 北島三郎特別公演
  - 「痛快人情時代劇 ねずみ小僧次郎吉」
  - 「任侠佐渡おけさ」
  - 「どぶろくの辰」
  - 「風雪ながれ旅」
  - 「東京番外地」
- 千昌夫特別公演「灰神楽三太郎」
- 五木ひろし特別公演「京模様、夢かうつつか」
- 森昌子特別公演
  - 「おんなの四季」
  - 「しあわせ物語」
- 長山洋子七夕公演「深川恋キツネ」
- ガス人間第一号
- 阿修羅のごとく - 竹沢ふじ役

### バラエティー・教養番組
- マイルド欽ドン!（1985年、フジテレビ） - レギュラー

他多数

### 吹き替え
- 刑事コロンボ・さらば提督（ジョアンナ：ダイアン・ベイカー）

### その他
- DVD フランケンシュタインの怪獣 サンダ対ガイラ（音声特典オーディオコメンタリー）
- 日本薬師堂テレビショッピング「ラークセブン」